# Trần Hưng Đạo
Trần Hưng Đạo, född 1228 som Trần Quốc Tuấn, död 1300, var en vietnamesisk general under Trandynastin. Trần Hưng Đạo lyckades flera gånger slå tillbaka Yuandynastin invasionsförsök. När Kublai Khan 1285 begärde fri passage genom Vietnam och den vietnamesiske kungen vägrade ledde det till en massiv kinesisk invasion och kungen fick fly huvudstaden eskorterad av Đạo. Efter att ha dragit sig tillbaka söderut och använt den brända jordens taktik tröttades anfallarna ut och kunde slås tillbaka av Đạo.
Två år senare kom en kinesisk armé tillbaka med 500 000 man. En viktig seger denna gång för Vietnam var slaget vid Bạch Đằngfloden där Trần Hưng Đạo med list lyckades förstöra den kinesiska flottan.
Han dog av naturliga orsaker och hyllas än idag i Vietnam för att han lyckades bevara landet självständigt.

## Källa
- Lockhart, Bruce M.; Duiker William J. (2006) (på engelska). Historical Dictionary of Vietnam [Elektronisk resurs]. Lanham: Scarecrow Press. Libris 22405250